# Verginastjerne
Verginastjerne eller Verginasolen er et symbol, der blev brugt i det gamle Makedonien.
Det bruges nu som provinsflag for den græske provins Makedonien såvel som i Republikken Makedoniens flag.